# Gulkaskad näshornsfågel
Gulkaskad näshornsfågel (Ceratogymna elata) är en fågel i familjen näshornsfåglar inom ordningen härfåglar och näshornsfåglar.

## Utseende
Gulkaskad näshornsfågel är en stor (60–70 cm) medlem av familjen. Hanen har svartaktig ovansida och bakre delarna av undersidan. På huvudet syns svart tofs, brunvitfläckad huvudsida, svart näbb med en ljusgul kask och bjärt blå hudflik och bar hud runt ögat. Honan har en mycket mindre, brunaktig näbb med mindre kask och brun tofs.

## Utbredning och systematik
Fågeln förekommer fläckvist i skogar i Senegal och Gambia till Kamerun. Den behandlas som monotypisk, det vill säga att den inte delas in i några underarter.

## Bildgalleri

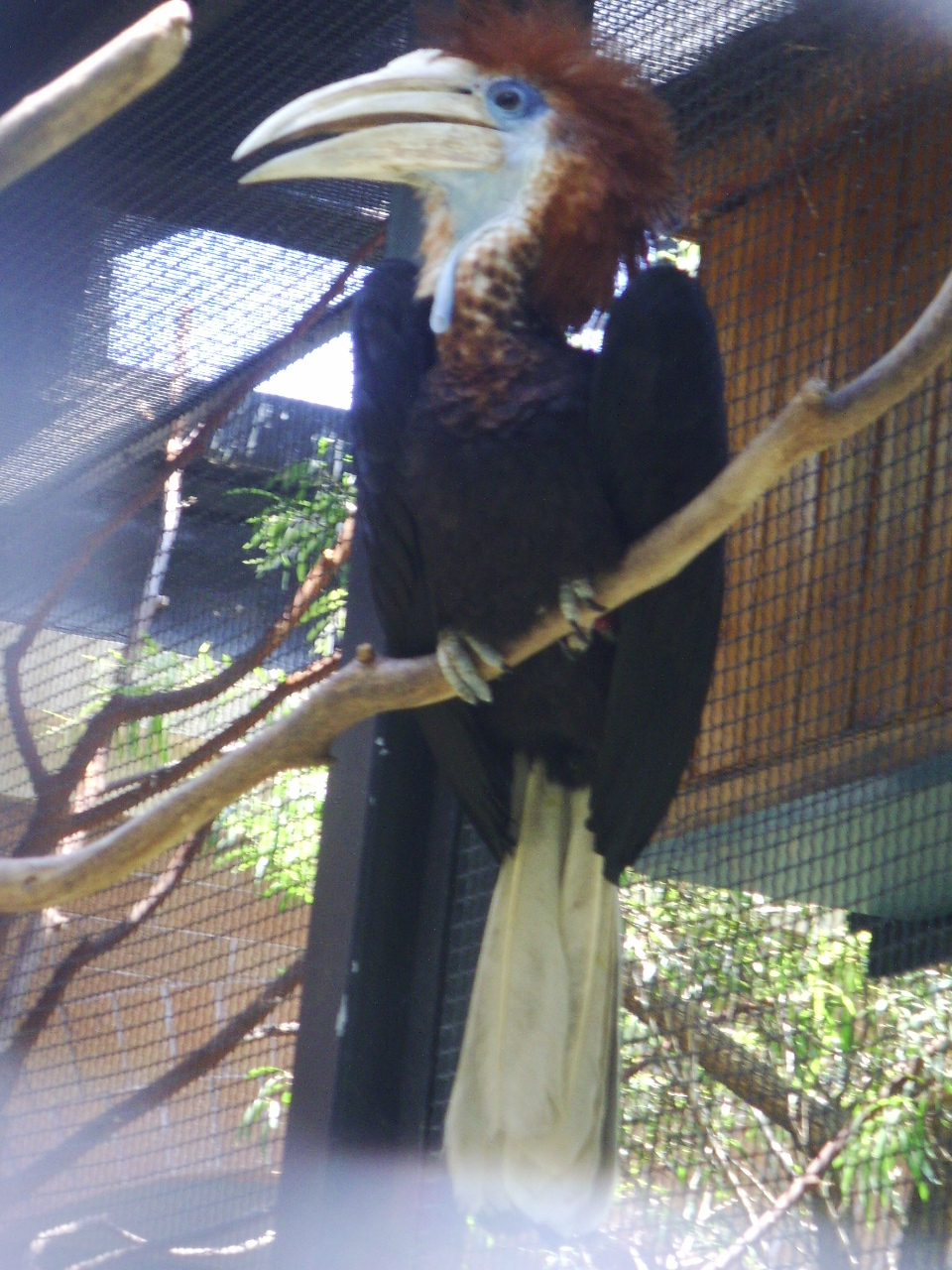
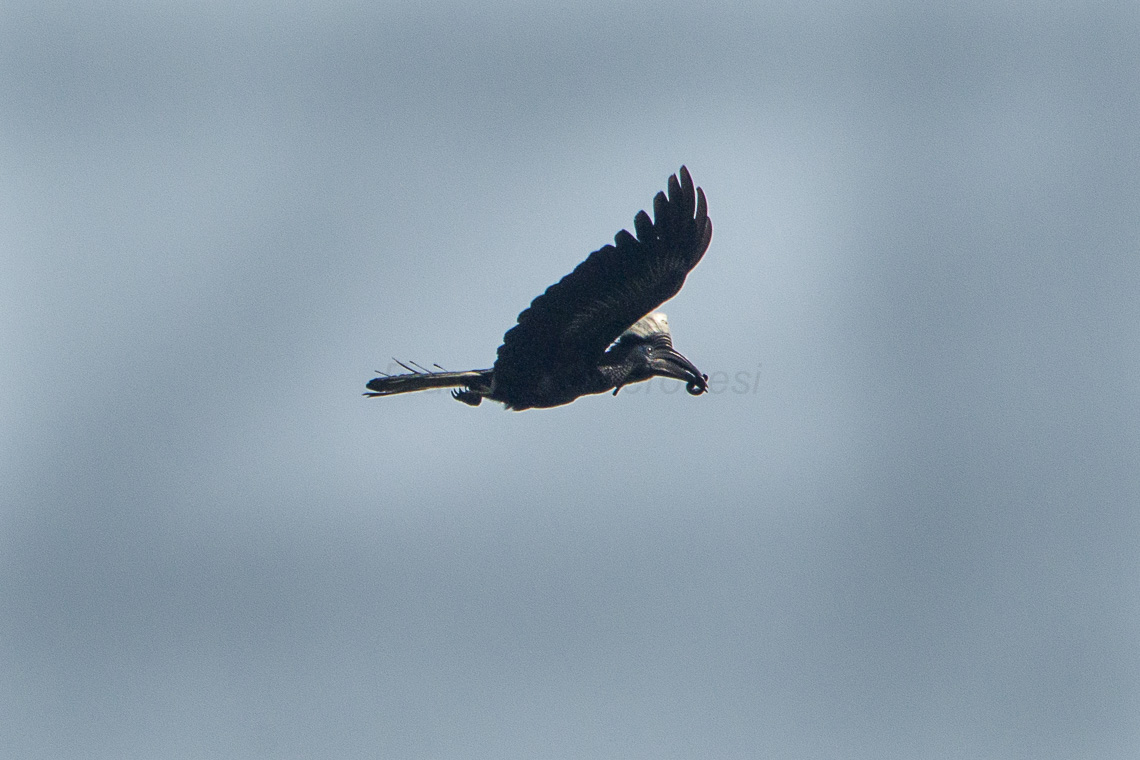

## Status och hot
Gulkaskad näshornsfågel har en liten världspopulation bestående av uppskattningsvis endast 8 000–9 000 vuxna individer. Den tros också minska i antal till följd av habitatförlust och jakt. Den är därför upptagen på internationella naturvårdsunionen IUCN:s röda lista över hotade arter, kategoriserad som sårbar (VU).